# Uí Eneschglaiss
Les Uí Eneschglaiss sont une  dynastie attestée au Ve siècle en Irlande qui fournit quelques-uns des premiers rois de Laigin.

## Contexte
La dynastie était initialement implantée dans la plaine de  Kildare autour de Naas, (Devane, 2005, estime qu'ils étaient installés à Carbury Hill) mais elle fut contrainte de se réfugier vers l'est dans les  montagnes de Wicklow par les empiétement et les conquêtes des  Ui Neill  dans la première moitié du VIe siècle. Ils devinrent un peuple sans importance politique, en s’établissant entre le Dál Messin Corb et les Uí Dega, sur la côte du  Comté de Wicklow, autour d'Arklow. Au XIe siècle leurs souverains adoptent le nom de Ua Fiachraige, devenu désormais O'Fieghraie, O'Feary et Feary.
Mac Cairthinn mac Coelboth, tué lors de la bataille de Fremen en 446, est roi de Leinster et l'un des premiers rois irlandais historiquement attesté.

## Généalogie des Uí Eneschglaiss
```
 Ui Enechglais
 |
 |
 
Cathair Mór

 |
 |
 Bressal Enechglas
 |
 |______________________________________________
 |           |        |          |           |
 |           |        |          |           | 
 Finchad    Emmal   Nath I   Daurthecht    Nannaid
```

## Généalogie des Ua/O' Feary
```
Dicuill mac Eogan m. Berach m. Muiredach m. Amlagaid m. Nath I m. Bressal Enechglas
|
Mael Doborchon
|________________________
|                      |
Tuaimmin               Cu Dobur
|                      |
Dungalach              Conmael   
|                      |
Dunlang                Dub da Leithe
|                      |
Dunchad                Rudgus
|                      |
Fiachra                Dungalach
|                      |
Cathal                 Cinaed
|
Cinaed († 917)
|
Finsnechta († 972)
|
Fiachra, 
fl.
 984, connu sous le nom de Ua/O Fiachraige
|
Dunlang
|
Gilla Coemgin
|
Cu Mara
|
Gilla Coemgin
```

## Sources
- (en) Irish Kings and High Kings, Francis John Byrne, Dublin, 1973; 3rd edition, 2001
- (en) Kings, Saints and Sagas, Alfred P. Smyth, in Wicklow:History and Society, Dublin, 1994. p. 42 43, 47, 99.
- (en) Carbury, Co. Kildare - topographical and onomastic hypotheses, Caitriona Devane, in Above and beyond:Essays in memory of Leo Swan, p. 187–122, edited by Tom Condit and Christiaan Corlett, Wordwell, 2005.  (ISBN 1-869857-86-0).